# Formation de Greenhorn
La formation de Greenhorn est une formation géologique de la région des Grandes Plaines des États-Unis, datant des âges Cénomanien et Turonien de la période du Crétacé supérieur. La formation donne son nom au cycle Greenhorn de la Voie maritime intérieure de l'Ouest.

## Description

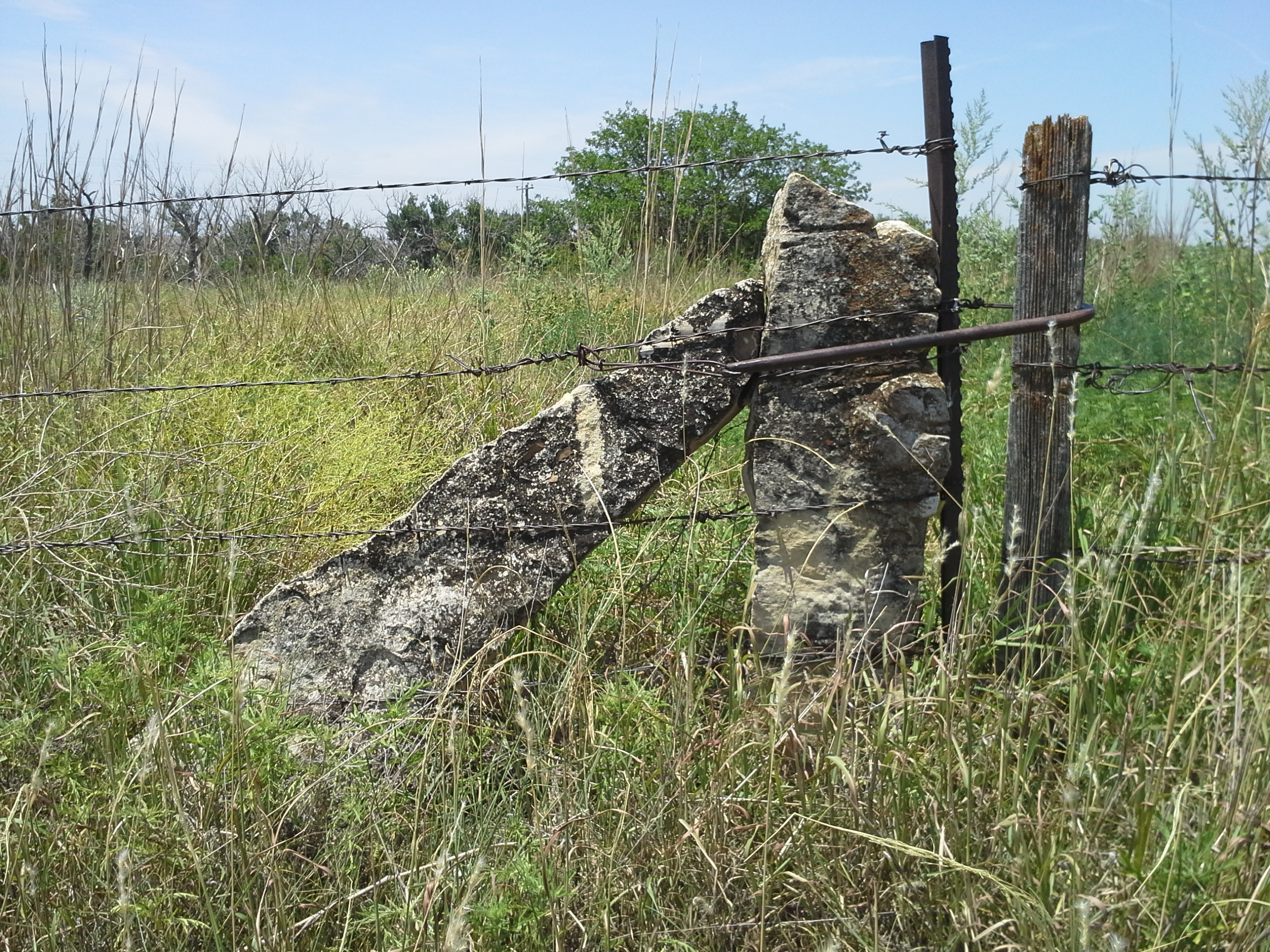
Les poteaux de pierre emblématiques du Kansas ont été taillés dans une couche du Greenhorn.

La formation fut nommée d'après la station Greenhorn sur Greenhorn Creek dans le Colorado en 1896 par Grove Karl Gilbert ;  et c'est l'homonyme du cycle marin Greenhorn de la voie maritime intérieure occidentale du Crétacé. Avec les schistes sous-jacents de Graneros (en) et la formation de Dakota, il enregistre le stade progressif du cycle marin de Greenhorn tandis que les schistes de Carlile sus-jacent enregistre le stade régressif.
Le nom de l'unité Greenhorn est reconnu dans la région des Grandes Plaines, du Minnesota et de l'Iowa au Nouveau-Mexique, au Montana et aux Dakotas. Dans une grande partie de l'Alberta et de la Saskatchewan, le « Second White-Specked Shale » contient des équivalents calcaires du Greenhorn.
Au Kansas, la formation de Greenhorn est divisée en membres (le plus bas) de calcaire de Lincoln, de schiste de Hartland, de craie de Jetmore et (le plus élevé) de schiste de Pfeifer, chacun étant noté par des changements dans la craie et les motifs de rythmite calcaire. Dans l'exploration des hydrocarbures de l'est du Colorado et de l'ouest du Kansas, les divisions sont Lincoln Limestone, Hartford Shale et Bridge Creek Limestone. Dans d'autres États, où la formation est moins développée, l'unité n'est pas subdivisée et porte le nom de Greenhorn Limestone, en tant que formation ou membre d'une autre formation, par exemple Cody Shale, Colorado Shale et Mancos Shale.
Dans le Kansas et une petite partie voisine du Nebraska, la formation de Greenhorn est particulièrement connue pour son lit le plus élevé, le calcaire de Fencepost, à partir duquel les poteaux de pierre du Kansas ont été extraits. La combinaison de la ténacité du calcaire de Fencepost avec la douceur de la craie et du schiste au-dessus et au-dessous a entraîné la formation de la chaîne principale des Smoky Hills au nord et à l'ouest de Salina. En 2018, la législation du Kansas HB 2650 a désigné la formation de calcaire de Greenhorn, en particulier "le célèbre lit de calcaire "post-rocheux" Graneros Shale" de cette unité, comme étant la roche d'État du Kansas.

## Caractère lithologique

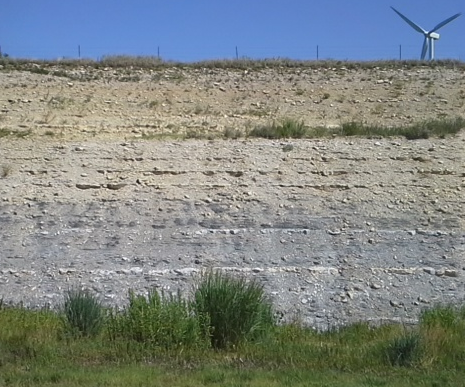
Cette coupe de route I-70 montre les rythmites crayeuses de la formation.

La formation de Greenhorn se caractérise par des schistes schisteux à schistes crayeux, de couleur gris bleuâtre clair, avec des lits de craie ou de calcaire se répétant rythmiquement qui deviennent marneux plus près des montagnes Rocheuses. Le schiste peut altérer la couleur chamois sous les sommets des collines.
Les expositions montrent de nombreux lits minces de bentonite de couleur rouille (du nom de la classification Old Benton Limestone que le Greenhorn et d'autres noms ont remplacé), dont plusieurs sont des lits marqueurs cohérents et répandus. Ces coutures orange dans le schiste altéré et les taches jaune / orange de certains des calcaires altérés du Greenhorn sont associées à des événements volcaniques dans l'orogenèse de Sevier. Le fer océanique et le soufre volcanique qui ont précipité avec les cendres volcaniques dans la boue calcaire ont formé de la pyrite, qui s'est ensuite transformée en sélénite, sidérite et la limonite, conduisant à la coloration jaune à orange.

## Paléofaune
La formation est reconnue pour sa séquence de fossiles index, y compris Ostrea,les  Ammonoidea, Belemnitida et Inoceramidae.
- Ammonoidea et Belemnitida étaient des prédateurs pélagiques communs nageant librement, reflétant des populations de poissons abondantes dans une large mer.
- Le fond parfois pauvre en oxygène était une boue molle à laquelle les Inoceramidés larges et plats étaient particulièrement adaptés. Ces filtreurs stationnaires sont la preuve de courants suffisants pour transporter suffisamment de nourriture pour supporter ces très gros invertébrés, mais pas assez forts pour les étouffer avec de la boue à la dérive.
- Les huîtres sont de plus petits filtreurs. Plusieurs espèces étaient communes. Les huîtres larvaires ont besoin de surfaces dures claires et sans boue pour se fixer et se développer en huîtres matures. Ostrea congesta était particulièrement colonisatrice de la valve supérieure des grands Inoceramidés et des fragments de coquille incrustés d'huîtres sur les pentes de Greenhorn érodé.
- En 2022, Schumacher & Everhart ont décrit Plesioelasmosaurus sur la base d'un squelette partiel précédemment connu sous le nom d '«élasmosaure d'Holyrood» du calcaire de Greenhorn (membre de calcaire de Lincoln, lits de calcarénite)[6].

Le cycle marin de Greenhorn était l'étape la plus profonde et la plus large de la Voie maritime intérieure de l'Ouest et abritait de grands requins et le plus grand des reptiles marins, notamment les Mosasauridae et les Pliosauroidea.
Du bois flotté fossilisé et des restes de dinosaures ont été récupérés de la formation ; ces restes sont présumés emportés dans la mer par des rivières gonflées par les fortes pluies de la serre du Crétacé.

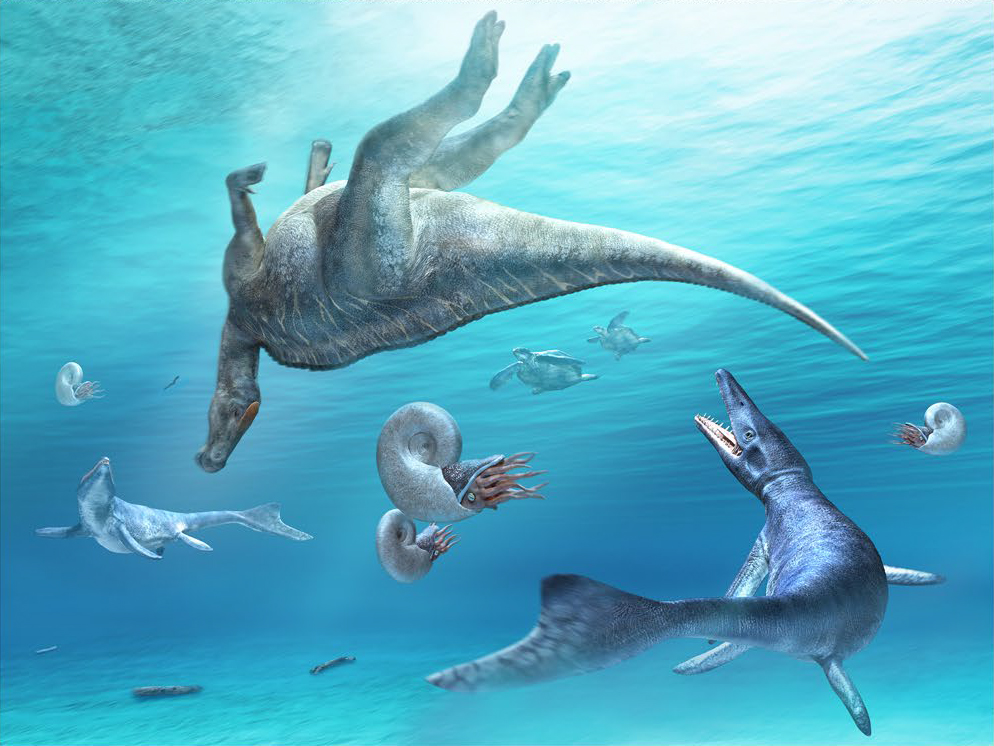
Grands prédateurs marins du Crétacé supérieur ; Mosasauridae, Ammonoidea. Aussi, bois flotté et cadavre de dinosaure à la dérive.
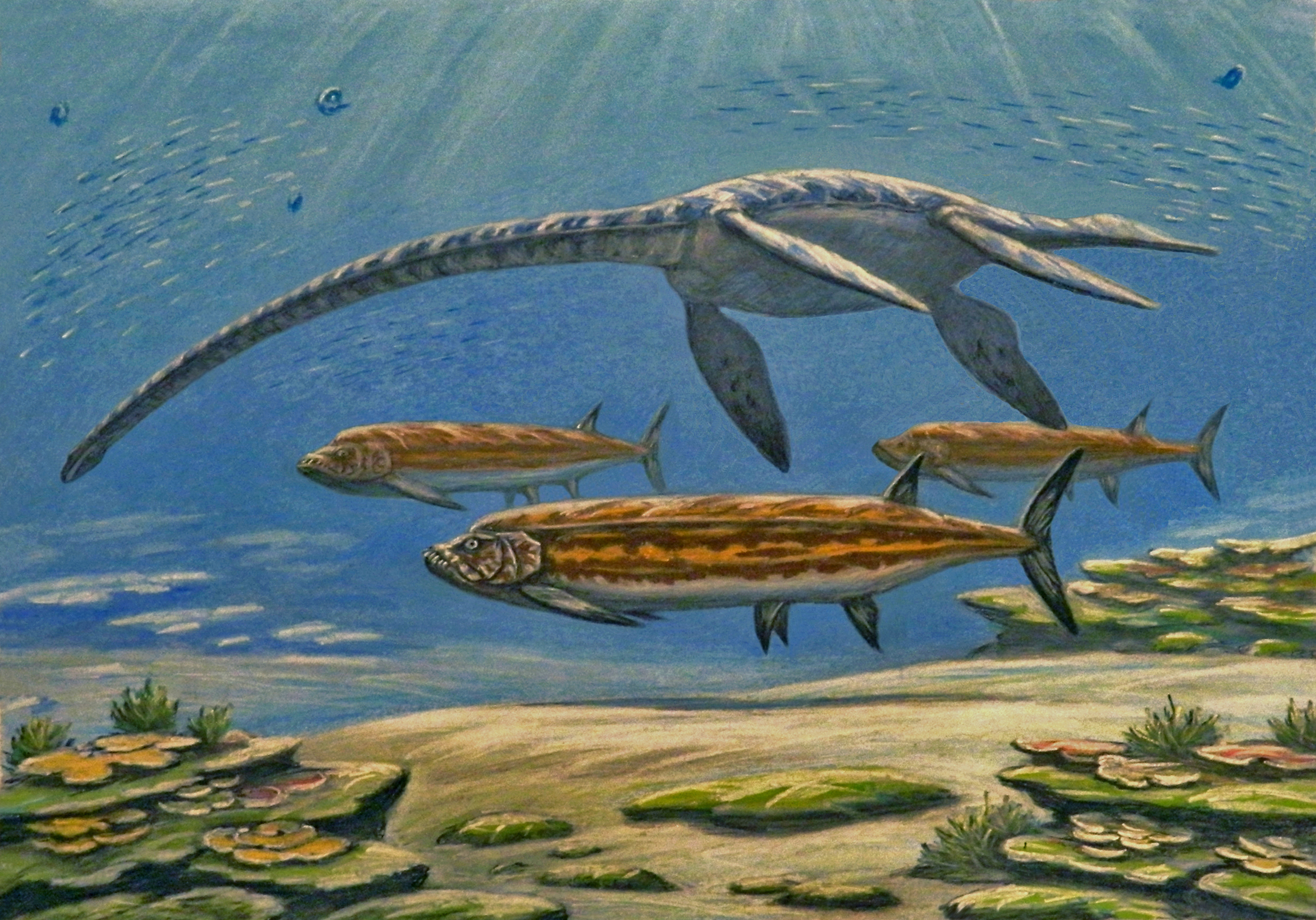
Grands prédateurs marins du Crétacé supérieur ; Pliosauroidea et Xiphactinus. Aussi, d'énormes palourdes incrustées d'huîtres.

## Not et références